# Leucodon cryptotheca
Leucodon cryptotheca är en bladmossart som beskrevs av Georg Ernst Ludwig Hampe 1838. Leucodon cryptotheca ingår i släktet Leucodon och familjen Leucodontaceae. Inga underarter finns listade i Catalogue of Life.